# گردن‌بند مروارید (کنش جنسی)
گردن‌بند مروارید یک عمل جنسی است که در طی آن مرد منی را نزدیک یا بر روی سینه یا گردن شخص دیگری انزال می‌کند. حاصل کار را به‌خاطر قلمبه‌های چسبناک نیمه‌شفاف منی که شکل می‌گیرد می‌گویند شبیه گردنبندی از مروارید است.

## فرهنگ عامه
- گردن‌بند مروارید موضوع ترانهٔ شوخ «گردنبند مروارید» از گروه تکزاسی زی‌زی تاپ است.
- گروه موریسون‌پو آهنگی ساخته‌است به نام «گردن‌بند مروارید»، که در قسمت دست‌اندرکاران پایان بازی ویدئویی Perfect Dark Zero به‌صورت موسیقی بی‌کلام، و در سی‌دی صوتی آن بازی کامپیوتری با اشعار صریح feature شده‌است.[۳]
- در فیلم ناپخته شخصیت دیو چاپل تعریف می‌کند که به دوست‌دخترم گردنبند مروارید دادم، در حالی‌که دارد سعی می‌کند پول جمع کند. این اشاره به گردنبند مروارید در فیلم به‌وضوح جنسی است و بیش از این روشن نمی‌شود.